# Mojżesz w Egipcie
Mojżesz w Egipcie (wł.: Mosé in Egitto) – opera seria Gioacchina Rossiniego – azione tragico-sacra w trzech aktach, do której libretto napisał Andrea Leone Tottola, jej premiera miała miejsce w Neapolu 5 marca 1818 roku.

## Historia powstania utworu
Po wypełnieniu obowiązku uczestniczenia w pierwszych trzech przedstawieniach Adelajdy z Burgundii na początku 1818 roku Rossini powrócił z Rzymu do Neapolu. Sytuacja kompozytora w Neapolu po niepowodzeniu Armidy zaczynała być chwiejna. Przeciwnicy Rossiniego wykorzystali przybycie do Neapolu kompozytora Francesca Morlacchiego i sukces wystawionej przez niego opery Boadicea do przeprowadzenia ataku na uważanego za rewolucjonistę i obrazoburcę twórcę. Chwalili więc Boadiceę za prostotę języka, szlachetność i wyrazu i szacunek dla tradycji, których próżno by szukać w operach Rossiniego. W tej sytuacji Rossini nie mógł sobie pozwolić na kolejne niepowodzenie.
Zgodnie z neapolitańską tradycją sięgającą XVII wieku, w okresie Wielkiego Postu można było wystawiać opery tylko jeśli nie dotyczyły tematów świeckich. Za temat obrano więc wyjście Izraelitów z Egiptu. Librecista Andrea Leone Tottola nie sięgnął jednak wprost do Starego Testamentu, ale po tragedię księdza Francesca Ringhieriego L'Osiride, wprowadzającą do biblijnej historii wątek miłosny. Rossini zaprosił do współpracy, podobnie jak to było przy pracy nad Adelajdą z Burgundii kompozytora Michele Carafę. Udział Carafy ograniczył się tym razem do jednej arii A rispettarmi, przeznaczonej dla Faraona, którą potem Rossini skreślił i zastąpił arią Cade del ciglio.

## Osoby i pierwsza obsada
| Rola                                              | Głos        | Premiera 5 marca 1818 (Pierwsza obsada) |
| ------------------------------------------------- | ----------- | --------------------------------------- |
| Mojżesz                                           | bas         | Michele Benedetti                       |
| Aaron, brat Mojżesza                              | tenor       | Giuseppe Ciccimarra                     |
| Faraon                                            | baryton     | Raniero Remorini                        |
| Amaltea, żona Faraona                             | sopran      | Frederike Funck                         |
| Ozyrydes, syn Faraona, zakochany w Elcii          | tenor       | Andrea Nozzari                          |
| Elcia, Żydówka, w której zakochał się syn Faraona | sopran      | Isabella Colbran                        |
| Amenosi, powiernica Elcii                         | mezzosopran | Maria Manzi                             |
| Mambre, kapłan egipski                            | tenor       | Gaetano Chizzola                        |

## Treść

### Akt I

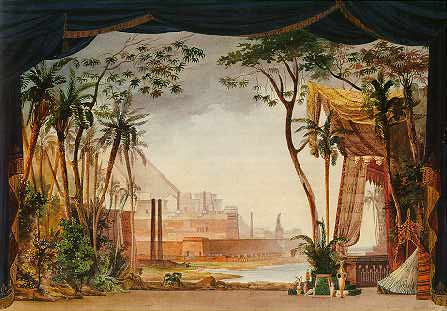
Dekoracja do Mojżesza w Egipcie

Z powodu tego, że Faraon zabronił Żydom opuszczać Egipt, na cały kraj spadły ciemności (introdukcja: Ah! Chi ne aiuta). Faraon przyzywa Mojżesza i obiecuje, że w zamian za przywrócenie światła pozwoli Izraelitom odejść; nie wie, że jego syn Ozyrydes jest zakochany w Żydówce Elcii i pragnie, by ukochana nie opuściła Egiptu. Na prośbę Mojżesza Bóg pozwala znowu zaświecić słońcu (modlitwa: Eterno! Immenso!). Wszyscy padają na kolana przed cudem światła, tylko Ozyrydes próbuje powstrzymać ojca (kwintet: Celeste man placata). Nie wiedząc co dalej czynić, zwraca się do arcykapłana Mambre, ten zaś postanawia podburzyć przeciw Żydom lud egipski. Elcia przybywa pożegnać się z ukochanym (duet: Ah! se puoi così lasciarmi) Mambre zdołał tymczasem zgromadzić tłum, który przed pałacem Faraona protestuje głośno przeciw jego rozkazowi. Pomimo próśb żony Almatei, nawróconej na judaizm, Faraon po raz kolejny zmienia zdanie i zakazuje Żydom wyjścia z Egiptu (Cade dal ciglio il velo). Mambre i Ozyrydes przynoszą zaskoczonym Żydom, świętującym uwolnienie, nowy rozkaz Faraona (finał: All'etra, al ciel). Gdy Mojżesz grozi Egiptowi nowymi plagami Egipcjanie gotowi są go zabić. Dopiero przybycie Faraona z żoną zapobiega zbrodni (concertato: All'idea di tanto eccesso). Mojżesz unosi w górę swą laskę i sprowadza na Egipt ognisty deszcz.

### Akt II
Faraon wręcza Aaronowi dekret nakazujący Żydom opuszczenie jego kraju. Ku rozpaczy Ozyrydesa, nakazuje mu poślubić księżniczkę ormiańską (duet: Parla, spiegar non posso). Mojżesz dziękuje Almatei za wsparcie. Królowa modli się (La pace mia smarrita). Przywiedziony do ostateczności Ozyrydes porywa Elcię i ucieka z nią ze stolicy. Mojżesz wysyła za uprowadzoną pościg. W jaskini, gdzie się schronili, Ozyrydes proponuje Elcii, by poszła z nim na wygnanie. Ona jednak nie chce porzucić swego Boga i ludu Izraela. Almatea i Aaron odnajdują zbiegów (kwartet: Quale assalto). Ozyrydes woli zrezygnować z tronu niż z miłości. Tymczasem Faraon obawiając się, że wyjście Żydów sprowadzi na Egipt wojnę, jeszcze raz cofa swe zezwolenie. Wówczas Mojżesz ogłasza, że Bóg Izraela pozabija wszystkich pierworodnych w Egipcie. Zostaje uwięziony (Tu di ceppi). Faraon wzywa Ozyrydesa, by zasiadł na tronie u jego boku, Mojżesz zaś skazuje na śmierć. Chór sławi jego mądrość (Se a mitigar tue cure). Elcia błaga Ozyrydesa, by nie dopuścił do zbrodni (Porgi la destra amata). Młodzieniec nie słucha jej. Gdy jednak podnosi rękę na Mojżesza pada rażony gromem.

### Akt III

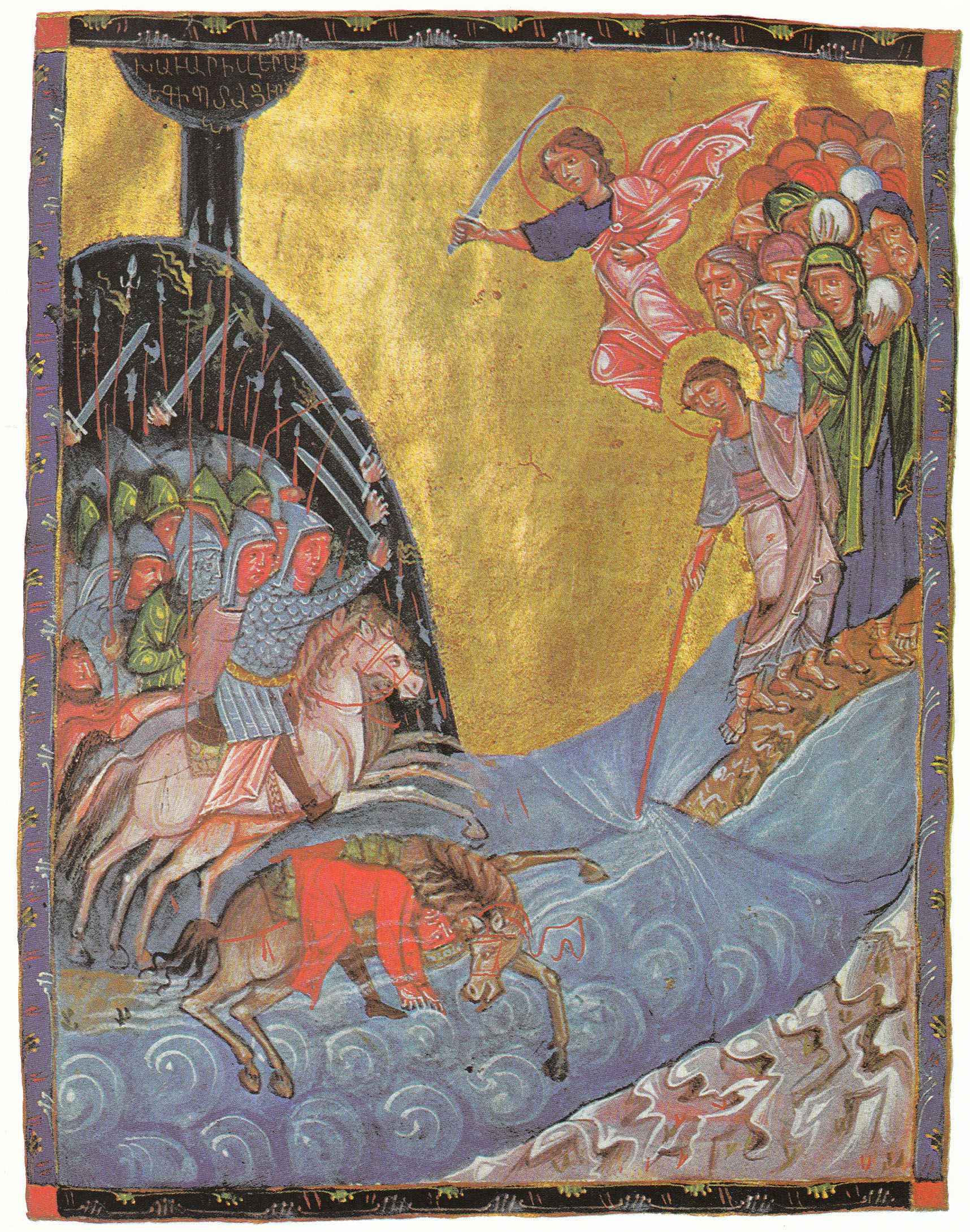
Przejście Żydów przez Morze Czerwone

Żydzi, wyzwoleni ostatecznie z niewoli, docierają nad brzeg Morza Czerwonego. Mojżesz pogrąża się w modlitwie (Dal tuo stellato soglio) Nadciągają wojska Faraona. Mojżesz uderza laską w brzeg morza, które rozstępuje się pozwalając Żydom przejść na drugi brzeg. Gdy Faraon na czele swych wojsk rusza za nimi wody Morza Czerwonego zamykają się nad nimi pochłaniając wszystkich.

## Losy sceniczne
Mojżesz wystawiony 5 marca 1818 roku odniósł olbrzymi sukces, a Isabella Colbran, której pozycja i poularność zostały nadszarpnięte przez niepowodzenie Armidy, powetowała sobie tę porażkę. Stendhal, który nie cierpiał tematyki biblijnej i poszedł na przedstawienie uprzedzony, opuścił teatr głęboko wzruszony i oczarowany operą, czemu dał potem wyraz w swej książce. Sukces utworu był tym cenniejszy, że opera kończyła się w okolicznościach, które wywoływały salwy żywiołowego śmiechu na widowni. Aby widzowie z parteru mogli oglądać rozstąpienie się wód, "poziom morza" musiał zostać podniesiony o półtora metra w stosunku do sceny. W rezultacie publiczność w lożach wraz z rozstąpieniem się wód mogła oglądać chłopców kręcących całą maszynerią. W następnym roku, przy okazji wznowienia utworu (7 maja 1819) Rossini, aby odwrócić uwagę publiczności od kwestii technicznych, dopisał najsławniejszą stronicę opery, modlitwę Mojżesza z Dal tuo stellato soglio. Aria skutecznie odwróciła uwagę od chłopców "robiących" fale. Stała się jedną z najbardziej znanych melodii Rossiniego. Zdobyła nawet sale koncertowe, dzięki opartym na jej motywach słynnym Wariacjom na strunie G Niccolò Paganiniego.
Po wysłuchaniu opery we Florencji w 1821 roku kompozytor francuski, Hérold, zabrał partyturę do Paryża i w rok później wystawił operę z wielkim sukcesem na scenie Teatru Włoskiego pod swoją osobistą dyrekcją. Wielkim entuzjastą Mojżesza był Balzac, który wnikliwą analizę tego utworu dał w powieści Massimilla Doni. W Londynie Mojżesz z miejsca zdobył sobie publiczność. Ze względu na przepisy zabraniające poruszania na scenie operowej tematyki biblijnej został wystawiony pod tytułem Piotr Eremita. Utwór został też bardzo gorąco przyjęty przez publiczność niemiecką, nie przywykłą do oper tego typu.
Osiem lat później, w Paryżu, kompozytor przerobił dzieło do francuskiego libretta pod tytułem Moïse et Pharaon (Mojżesz i faraon). W wersji włoskiej Mojżesz doczekał się jeszcze kilku sporadycznych wznowień w latach 30. Ostatecznie uległ jednak wersji francuskiej, granej zazwyczaj w przekładzie na włoski (w Polsce najpierw w Krakowie w 1859 roku, następnie w Warszawie – 1866 i Poznaniu – 1889). Powrót do oryginału datuje się na lata 80. XX wieku. W roku 1983 a następnie w 1985 i 2011 operę pokazano na Rossini Opera Festivalu w Pesaro.

## O operze
Rossini przerobił Mojżesza gruntownie po 10 latach w Paryżu, tworząc jedno ze swych największych arcydzieł. Z 22 numerów wersji francuskiej połowa została napisana już w Neapolu, wśród nich: kwintet Celeste man placata, kwartet Mi manca la voce i słynny Chór ciemności. Kompozytor nie ugiął się tym razem przed żądaniami publiczności. Orkiestra odgrywa w partyturze bardzo ważną rolę, partie chóralne są szeroko rozbudowane, a recytatywy traktowane są na równi z ariami i scenami zbiorowymi. Opera pogłębia pierwiastek ekspresyjny zbliżając się w tym zakresie do ideałów Glucka. Innowacją jest powierzenie partii tytułowej głosowi basowemu. Faktem jest, że Rossini miał do dyspozycji znakomitego basa, M. Benedettiego i pisał partię Mojżesza z myślą o jego możliwościach głosowych. Rozwiązanie tego rodzaju nie miało jednak precedensu we włoskiej operze, w której role tytułowe powierzano głosom kobiecym, sopranistom-kastratom lub tenorom, basom zaś – jedynie w operach buffa.
Operę rozpoczyna wspaniały obraz solowo-chórowy, andante maestoso, opisujący Egipcjan zabłąkanych w ciemności. Podniosły ton początkowy utrzymuje się dalej w inwokacji Mojżesza i chóralnym okrzyku na cześć powracającego słońca. Siła Mojżesza leży w scenach zbiorowych - chóralnych i solowych. Duet Elcii i Ozyrydesa sprowadza utwór na tory operowych konwencji. Biblijne tchnienie powraca natomiast w finale I aktu, gdzie Rossini umieścił piękny duet sopranu z mezzosopranem (Elcii z jej powiernicą Amenosi). W II akcie do najbardziej udanych należą duet Elcii przechodzący w kwartet i następująca po nim wielka aria Elcii z wirtuozowską cabalettą. Akt ostatni stanowi w gruncie rzeczy oprawę wspaniałej modlitwy Mojżesza, śpiewanej kolejno przez Mojżesza, Elcię i Aarona.

## Nagranie
- Raimondi, Nimsgern, Anderson, Palacio, Gal, pod dyr. Scimone (Philips 1981)[2].